# المؤتمر الأول للتحالف الدولي لحق المرأة في التصويت
عُقد أول مؤتمر للتحالف الدولي لحق المرأة في التصويت في عام 1902 في واشنطن العاصمة للنظر في جدوى تنظيم جمعية دولية لحق المرأة في التصويت.

## الخلفية
في عام 1902، دعت الرابطة الوطنية الأمريكية لحق المرأة في التصويت جميع المنظمات الوطنية لحقوق المرأة التي كانت موجودة في ذلك التاريخ، إلى إرسال مندوبة معتمدة لحضور اجتماع جماهيري ينبغي عقده في واشنطن العاصمة، للنظر في جدوى تنظيم امرأة دولية. جمعية حق الاقتراع.

## الاجتماع
عُقد هذا الاجتماع في واشنطن العاصمة في الفترة من 12 إلى 18 فبراير 1902. صينية فضية مكتوب عليها: «إلى كاري تشابمان كات من المندوبين الأجانب إلى المؤتمر الدولي الأول للاقتراع، واشنطن العاصمة، 12-18 فبراير، 1902» احتفل بالحدث. 
تم تمثيل ست جمعيات وطنية وهي: الولايات المتحدة وكندا وألمانيا وبريطانيا العظمى والنرويج والسويد أرسلت أستراليا مندوبا حيث لم يكن لديها جمعية وطنية، حيث ساهمت العديد من جمعيات الولايات الأمريكية في صندوق تم جمعه لمساعدتها في دفع نفقات الرحلة الطويلة والمكلفة من ملبورن إلى واشنطن.
لم يكن قد تم تشكيل جمعيات حق الاقتراع في شيلي وروسيا وتركيا. لذلك تمت استشارة المجالس الوطنية للمرأة والقنصليات الأمريكية، في محاولة للعثور على ممثلات النساء اللواتي تعاطفن مع الحركة. وكنتيجة لهذه المراسلات، حضر مندوب واحد من كل من شيلي وروسيا وتركيا. وقد تم اعداد العديد من التقارير حول الوضع المدني والتعليمي والصناعي للمرأة. حظي بعضها بقيمة تاريخية عالية. هذا وقد تم طباعة وحفظ جميع هذه التقارير، في شكل موجز، إلى جانب المعاملات. 
تم التصويت في هذا الاجتماع على تشكيل اتحاد دولي للجمعيات النسائية الوطنية للاقتراع. تم الاتفاق على تشكيل منظمة مؤقتة فقط، بدون رسوم، من أجل اتاحة فرصة للموافقة على أساس التنظيم لكل اتحاد يدخل في هذا التحالف قبل اعتماده بشكل نهائي، على أن يتم إكمال العمل في الاجتماع الثاني الذي يجب أن تعقد في برلين، في يونيو، 1904. تم تعيين سوزان ب. أنطوني رئيسًة للجنة المؤقتة؛ دكتور جور. أنيتا أوجسبورج، نائبة الرئيس؛ فلورنس فينويك ميلر، أمينة الصندوق؛ وكاري تشابمان كات، السكرتيرة. من خلال التصويت في اجتماع واشنطن، وطُلب من كل دولة منظمة تسمية لجنة مؤلفة من ثلاثة أعضاء كي تعملنّ كمراسلات رسميات لتلك الدولة. وهكذا تكوّن الاتحاد المؤقت من عشر دول: أستراليا وكندا والدنمارك وفرنسا وألمانيا وبريطانيا العظمى والنرويج والسويد وهولندا والولايات المتحدة. عملت هذه اللجان بصفتها وسائل اتصال بين اللجنة الدولية والجمعية الممثلة. تم بواسطة عمل هذه اللجان تقديم دستور تجسد فيه الخطة الكاملة للتنظيم إلى كل جمعية وطنية لحق الاقتراع، وترك للمندوبات في اجتماع برلين أن يأتين بتوصيات وارشادات تخص مجتمعاتهم. 

## مشاهير المساهمات
- سوزان ب. أنتوني
- أنيتا أوجسبورج
- فلورنسا بالجارني
- كاري تشابمان كات
- جودرون لوشن دروسن
- فلورنس فينويك ميلر
- فيدا غولدشتاين

### الإسناد
- تتضمّنُ هذه المقالة نصوصًا مأخوذة من هذا المصدر، وهي في الملكية العامة: International Alliance of Women for Suffrage and Equal Citizenship (1908). Report of Congress. Amsterdam, Holland. مؤرشف من الأصل في 2022-09-21.{{استشهاد بكتاب}}:  صيانة الاستشهاد: مكان بدون ناشر (link)
- تتضمّنُ هذه المقالة نصوصًا مأخوذة من هذا المصدر، وهي في الملكية العامة: Smithsonian Institution Press (1898). Bulletin (ط. Public domain). Smithsonian Institution Press. ج. 240–241. مؤرشف من الأصل في 2022-09-21.

## روابط خارجية
- المؤتمر الدولي الأول للمرأة بحق الاقتراع عن طريق hathitrust

1. ↑  Smithsonian Institution Press 1898.
2. 1 2  International Alliance of Women for Suffrage and Equal Citizenship 1908.